# Symplecta platymera
Symplecta platymera är en tvåvingeart som först beskrevs av Alexander 1968.  Symplecta platymera ingår i släktet Symplecta och familjen småharkrankar. Inga underarter finns listade i Catalogue of Life.